# Rodizonato sodico
Il rodizonato sodico è un indicatore.
A temperatura ambiente si presenta come un solido blu-verde, inodore. È solubile in acqua, ma non in etanolo e dietil etere. Viene utilizzato come reagente per la rilevazione di bario, stronzio o piombo.